# Birmanie aux Jeux olympiques d'été de 2012
La Birmanie (Myanmar pour le Comité international olympique) a participé aux Jeux olympiques d'été de 2012 à Londres. Il s'agissait de sa 16e participation aux Jeux olympiques d'été. Ses six athlètes n'ont remporté aucune médaille.

## Athlétisme
Hommes
Courses
| Athlète      | Épreuve | Séries   | Séries | Quarts de finale | Quarts de finale | Demi-finales | Demi-finales | Finale   | Finale |
| Athlète      | Épreuve | Résultat | Rang   | Résultat         | Rang             | Résultat     | Rang         | Résultat | Rang   |
| ------------ | ------- | -------- | ------ | ---------------- | ---------------- | ------------ | ------------ | -------- | ------ |
| Zaw Win Thet | 400 m   | 50.07    | 47e    | NC               | NC               | -            | -            | -        | -      |

Femmes
Courses
| Athlète    | Épreuve  | Séries   | Séries | Quarts de finale | Quarts de finale | Demi-finales | Demi-finales | Finale   | Finale |
| Athlète    | Épreuve  | Résultat | Rang   | Résultat         | Rang             | Résultat     | Rang         | Résultat | Rang   |
| ---------- | -------- | -------- | ------ | ---------------- | ---------------- | ------------ | ------------ | -------- | ------ |
| Ni Lar San | Marathon | NC       | NC     | NC               | NC               | NC           | NC           | 3:04:27  | 105e   |

## Aviron
Femmes
| Athlète       | Compétition | Séries  | Séries | Repêchage | Repêchage | Quarts de finale | Quarts de finale | Demi-finales | Demi-finales | Finales | Finales       |
| Athlète       | Compétition | Temps   | Rang   | Temps     | Rang      | Temps            | Rang             | Temps        | Rang         | Temps   | Rang          |
| ------------- | ----------- | ------- | ------ | --------- | --------- | ---------------- | ---------------- | ------------ | ------------ | ------- | ------------- |
| Shwe Zin Latt | Skiff       | 8:10.15 | 5e     | 8:09.59   | 3e        | -                | -                | -            | -            | 8:56.06 | 4e (Finale E) |

## Judo
| Athlète      | Compétition           | 1/16 de finale      | 1/8 de finale              | Quarts de finale    | Demi-finales        | Repêchage 1         | Repêchage 2         | Finale              | Finale |
| Athlète      | Compétition           | Adversaire Résultat | Adversaire Résultat        | Adversaire Résultat | Adversaire Résultat | Adversaire Résultat | Adversaire Résultat | Adversaire Résultat | Rang   |
| ------------ | --------------------- | ------------------- | -------------------------- | ------------------- | ------------------- | ------------------- | ------------------- | ------------------- | ------ |
| Aye Aye Aung | Moins de 78 kg femmes | exepmte             | Yang Xiuli (CHN) 0000/1000 | -                   | -                   | -                   | -                   | -                   | -      |

## Tir
| Athlète   | Compétition                         | Qualification | Qualification | Finale | Finale |
| Athlète   | Compétition                         | Points        | Rang          | Points | Rang   |
| --------- | ----------------------------------- | ------------- | ------------- | ------ | ------ |
| Maung Kyu | Pistolet à 10 m air comprimé hommes | 565           | 39e           | NC     | NC     |

## Tir à l'arc
| Athlète      | Compétition       | Tour préliminaire | Tour préliminaire | 1er tour                                                                            | 2e tour                                                      | 3e tour          | Quarts de finale | Demi-finales     | Finale           | Finale |
| Athlète      | Compétition       | Score             | Rang              | Adversaire Score                                                                    | Adversaire Score                                             | Adversaire Score | Adversaire Score | Adversaire Score | Adversaire Score | Rang   |
| ------------ | ----------------- | ----------------- | ----------------- | ----------------------------------------------------------------------------------- | ------------------------------------------------------------ | ---------------- | ---------------- | ---------------- | ---------------- | ------ |
| Nay Myo Aung | Individuel hommes | 646               | 56                | Romain Girouille (FRA) (9) 6-5 (24-23, 26-28, 27-26, 28-28, 21-27 9-9 au shoot-off) | Markiyan Ivashko (UKR) (24) 1-7 (23-29, 28-28, 25-26, 25-29) | -                | -                | -                | -                | -      |